# 직렬 기관
직렬 기관(直列機關, straight engine, inline engine)은 피스톤 기관의 한 종류로, 모든 실린더가 방사형 또는 두 개 이상의 실린더 뱅크가 아닌 단일 열에 배열된 구성이다.

## 설계
직렬 기관은 두 개가 아닌 하나의 실린더 헤드를 사용하므로 해당 수평 엔진 또는 V 엔진보다 제작하기 쉽다. 직렬 기관은 또한 수평 엔진 또는 V 엔진보다 폭이 좁지만, 더 길고 더 높을 수 있다.
직렬 기관의 엔진 밸런스 특성은 실린더 수와 점화 간격에 따라 달라진다.

### 경사 엔진 및 수평 장착 엔진
직렬 기관이 수직에서 각도를 이루어 장착될 때 이를 경사 엔진이라고 한다. 유명한 경사 엔진으로는 1959년부터 2000년까지 생산된 크라이슬러 슬랜트-6 엔진, 1961년부터 1963년까지 생산된 폰티악 트로피 4 엔진, 그리고 1968년부터 1981년까지 생산된 트라이엄프 슬랜트-4 엔진이 있다.
일부 버스와 디젤 동력분산식 열차는 엔진을 수평으로(즉, 90도 경사각으로) 장착하여 이 개념을 더욱 발전시킨다. 이는 엔진의 높이를 줄여 기차 또는 버스의 바닥 아래에 배치할 수 있도록 하기 위함이다.

### 실린더 수
- I-트윈 (또는 "I2")
- I3
- I4
- I5
- I6
- I7
- I8
- I9
- I12
- I14

## 자동차에서의 사용
3기통 직렬 및 4기통 직렬 구성은 각각 3기통 및 4기통 엔진에 가장 흔한 배치이다. 5기통 직렬 엔진은 가끔 사용되었으며, 가장 최근에는 아우디와 볼보에서 사용되었다. 6기통 직렬 엔진은 1990년대 이전에는 흔했지만, 대부분의 6기통 엔진은 이제 V6 배치를 사용한다. 마찬가지로, 8기통 직렬 엔진은 1920년대부터 1940년대까지 인기가 있었지만, 더 소형인 V8 배치로 대체되었다.

## 항공기에서의 사용
특히 항공 초창기부터 제2차 세계대전으로 이어지는 전간기 동안 항공기를 위한 많은 직렬 기관이 생산되었다. 직렬 기관은 더 간단하고 전면 면적이 작아 항력을 줄이며 더 나은 조종석 시야를 제공했다.
직렬 6기통은 제1차 세계 대전에서 특히 인기가 있었으며, 대부분의 독일 및 이탈리아 항공기와 일부 영국 항공기는 다임러 모토렌 게젤샤프트의 전전 직렬 6기통의 후손을 사용했다. 대표적인 예로는 독일의 메르세데스 D.III 및 BMW IIIa, 이탈리아의 이소타 프라스키니 V.4 및 영국의 시들리 푸마가 있다.
영국의 드 하빌랜드 집시 엔진 제품군과 그 후손에는 직렬 4기통 및 직렬 6기통 직립 및 역방향 공랭식 엔진이 포함되어 있었는데, 이들은 타이거 모스 복엽기를 포함한 전 세계의 다양한 소형 항공기에 사용되었으며, 경량 항공기에서 이러한 구성을 대중화하는 데 기여했다. 미국의 메나스코와 페어차일드-레인저, 프랑스의 르노, 체코슬로바키아의 발터, 독일의 히르트는 모두 해당 시장에서 인기 있는 유사한 범위의 엔진을 제작했다.
항공 용어 "인라인 엔진"은 직렬 기관보다 더 광범위하게 사용되는데, 이는 실린더가 한 줄로 배치된 다른 구성(예: V 엔진, W 엔진, H 엔진 및 수평 대향 엔진)에도 적용되기 때문이다.

### 역방향 엔진
일부 직렬 항공기 엔진은 역방향 엔진 구성을 사용했는데, 이는 크랭크축이 엔진 상단에 있고 피스톤이 크랭크축에서 아래로 매달려 있는 방식이다. 역방향 배열의 장점으로는 프로펠러의 간격을 개선하기 위한 높아진 추력선이 있는데, 이는 더 크고 효율적인 프로펠러를 사용하거나 더 짧은 착륙 장치를 사용할 수 있게 한다. 추력선이 더 높기 때문에 엔진을 기체에 더 낮게 장착할 수 있어 실린더 헤드에 의해 더 이상 가려지지 않는 전방 시야를 개선한다. 또한 조종석에서 가스를 깨끗하게 유지하기 위한 더 간단한 배기 시스템을 허용한다.

## 오토바이에서의 사용
오토바이에서는 "인라인"이라는 용어가 때때로 프레임과 일직선으로 장착된 직렬 엔진을 위해 좁게 사용된다. 그러나 "직렬 엔진"과 "인라인 엔진"은 동의어로 간주되고 상호 교환적으로 사용되는 경우가 많다.